# 中央競馬ワイド中継
『中央競馬ワイド中継』（ちゅうおうけいばワイドちゅうけい）は、関東のテレビ埼玉（テレ玉）、千葉テレビ放送（チバテレ）、テレビ神奈川（tvk）、群馬テレビ、とちぎテレビで毎週日曜日の午後に1985年4月7日から、土曜日は1987年1月10日から2010年12月26日まで放送されていた、中央競馬の実況中継番組である。
本項では『中央競馬ハイライト』についても記述する。

## 概要
中継対象となる競馬場で行われるレースの展望や解説を重点に放送。同時開催されている他の競馬場のレースについても中継を行っていた。番組の制作（制作著作）は、テレ玉が福島・新潟開催分、チバテレビ放送が中山開催分、tvkが東京開催分をそれぞれ担当していた。制作協力はマイプラン。レース実況部分の映像は日本中央競馬会（JRA）公式映像 が使用され、音源はラジオNIKKEIから提供を受けていた。ただしスタート前のゲート入り、及びゴール後は実況放送席の解説者・キャスターが実況していた。全国全レース発売が実施された2000年、KBS京都の競馬中継で最終競走に限り、その実況が放送されたことがあった。
土曜日・日曜日ともキー局（土曜日はテレビ東京、日曜日はフジテレビ）が競馬中継を行う時間帯を除いて放送する、一種のリレー形式が取り入れられていた。そのため、キー局が中継を担当するメインレースについては特別編成時をのぞいて生中継されることはなかった。
2009年6月20日放送の福島競馬開催分（テレ玉制作）よりハイビジョン制作となり、GI開催日のハイライトで最初に流れるBGMを除いて、字幕スーパーやBGMなどさまざまな部分が一新され、音声もステレオ放送になった。なおハイビジョン制作となって以降は、アナログ放送では番組中常時レターボックス放送になっていた。
競馬ファンで知られた作家の古井由吉は、自身のエッセイの中で、名前こそ出していないものの、「ある地方テレビ局で近頃、こちらは純然たる競馬番組があり、しかも午後の早い時刻から、もう昔なつかしいような懇切な検討をまじえて、馬のほうもたっぷり映して淡々と楽しませてくれる」と好意的に書いている。

## 番組終了とその後
2011年1月5日からBS11で『BSイレブン競馬中継』が開始されることに伴い、『ワイド中継』・『ハイライト』共に2010年12月26日放送を以って終了。なお『BSイレブン競馬中継』は『JRA競馬中継』のタイトルで、土日共14時台のみネットする。
また『ウイニング競馬』、『みんなのKEIBA』終了後の16時からは『BSイレブン競馬中継』をネットせず『LIVE&REPORT 中央競馬中継』というタイトルのチバテレビ放送単独制作での中継番組を2011年1月5日から2012年5月27日の期間中に17:00まで放送することとなった。
尚、この『LIVE&REPORT 中央競馬中継』は制作局のチバテレビとtvk、テレ玉の3局のみで放送され、群馬テレビ、とちぎテレビはネットしない他、実質的な制作を担当していた制作会社のマイプランはBS11・東名阪ネット6の放送に移行した（代わって『LIVE&REPORT 中央競馬中継』では、これまで中継技術のみを担当していたテレビアルファが、番組制作自体にも関わることとなり、制作協力とクレジットされることとなった）。また、次番組は基本的に開催競馬場に関係なく原則として中山競馬場（中山以外で開催する場合は「パークウインズ中山」として）の会場から生放送されるため、制作はチバテレビ単独となった。しかし、『LIVE&REPORT 中央競馬中継』も、編成上の都合で打ち切りとなり、27年続いた関東独立U局制作の競馬実況中継が消滅となり、2012年6月1日より金曜に移動し、競馬予想に変更した現在の『金曜競馬CLUB』に至っている。

## 中継の開始時期
- 土曜日 - 1987年1月10日[注 11]
- 日曜日 - 1985年4月7日
- ハイライト - 1984年4月7日[5]

## 放送時間
中継については局によって競輪、競艇のビッグレースやJリーグ、高校サッカーや高校野球予選の試合中継などで時間移動（パート2を録画中継することも）や休止となる場合があるので新聞、ならびにホームページ（外部リンク）を参照されたい。

### 中央競馬ワイド中継
- 土曜日
  - パート1：12:30-15:00（群馬テレビのみ13:00に飛び乗り放送）。2008年12月以前は14:30までの放送であったが、2009年1月10日よりテレビ東京『ウイニング競馬』の開始時刻が14:58に繰り下がるのに伴い、同日のテレ玉を初め2月7日よりtvk・群馬テレビ、21日よりとちぎテレビ、28日よりチバテレビが終了時刻を30分延長した。
  - パート2：16:00-16:35（例年3月下旬-10月上旬は16:00-17:00（tvkは16:55に飛び降り放送））
- 日曜日
  - パート1：12:30-15:00
  - パート2：16:00-16:35（例年3月下旬-10月上旬は16:00-17:00）

2009年から従来の夏季薄暮開催 に加え例年3月下旬-6月中旬までの3開催分、9月中旬-10月上旬の1開催分は西日本主場 最終レースの発走時刻が16:40（一部のGIレース当日を除く）になったため当該期間中、原則パート2は17:00まで放送される。2006年度からは東京優駿開催当日にも薄暮競走を実施しているが、このときは17:30まで延長される。
tvkでは1996年前後の数年間、11月から翌年1月の冬季開催期間中にはパート2を16:30で飛び降りしていた。
土曜日の放送では群馬テレビに配慮して13:01頃にいったん中継競馬場の映像を映し、群馬テレビが飛び乗ったところで再び競馬場のコンディション情報を流し「群馬テレビをご覧の皆様、お待たせしました。今日もワイド中継でお楽しみください」と挨拶を入れる。また群馬テレビでは不定期で公営競技（高崎競馬場・桐生競艇場・前橋競輪場・伊勢崎オートレース場）の中継を15-16時台に入れたことがあり、その場合には第2部をニアライブで放送したことがある。

### 中央競馬ハイライト
土曜・日曜とも23:00-23:30に放送。当日に行われたレースの結果を映像、実況を交えて案内する。土曜日の番組の後半には解説者が出演し、日曜日のメインレースの展望をする。
番組の収録は放送当日の夕方ごろに完パケ（撮って出し）で行われる。前日発売をしているレースのオッズが出る際、17時台（おもに17:30）現在と表示されていることで確認ができる。冒頭には司会者がその日のレースの傾向などについて簡単にコメントを述べ「今日のレースを振り返ってご案内しましょう」と挨拶するのが恒例だった。また主要レースについては、関東主場はワイド中継第2部の録画素材、他はラジオNIKKEI（2004年3月までラジオたんぱ）の音源を利用して中継録画を放送していた。
1986年には金曜日にも放送されていた。土曜日の放送においては皐月賞、天皇賞・春、オークス、日本ダービー、菊花賞、天皇賞・秋、ジャパンカップ、有馬記念の前日に1時間の拡大版で放送していた時期がありアシスタントとして日曜ワイド中継の女性キャスターも出演していた。尚、土曜ハイライト1時間拡大版は2001年をもって終了し2002年より年間通じて30分放送に固定された。
現在のBS11「うまナビ!イレブン」はほぼこのスタイルを踏襲しているが、土曜日は主に主要重賞の展望に時間を割いている。また競馬場での生放送・収録ではなく、BS11のスタジオからの生放送であるといった相違点がある。

### 特別編成時の措置
- キー局の編成の都合により、放送時間が変更されることがある。
  - 毎年7月下旬ごろに放送されるフジテレビ系列の『FNSの日』で『スーパー競馬』→『みんなのケイバ』→『みんなのKEIBA』の放送が休止となる場合は、15時台の休憩なしでノンストップで放送されていた。日本ダービー、有馬記念など一部のGI競走開催時にフジテレビの『みんなのKEIBA』が14時台に開始する場合はパート1の放送終了時刻も早まる。
  - 2009年10月4日は群馬テレビととちぎテレビを除き12:30-17:00までの通し放送となり、当日のメインレースのスプリンターズステークスも生中継された。これはフジテレビ系で放送のF1日本グランプリの中継が最大16:10まで延長された場合、15:40スタート予定の『みんなのケイバ』でスプリンターズステークスが生中継できない場合に備えての措置である。同様に2005年、2006年も通し放送となった。
  - 2006年2月11日はテレビ東京がサッカー中継を放送する関係で『ウイニング競馬』の放送時間を30分短縮するのに伴い、パート1の放送時間を15:00まで延長した。2008年8月23日はテレビ東京が北京オリンピック中継を行う関係で『ウイニング競馬』が放送休止[注 15] するのに伴い、競輪中継のため14:30に飛び降りたとちぎテレビを除き、当番組を中断せず放送した。
- 成人の日に中央競馬が開催される場合はフジテレビおよびテレビ東京では中継が行われないため、当番組がメインレースを含め12:30から4時間の生放送となる。この放送は一部地方局にもネットされる。なお、メインレースの実況は長岡一也が務めた。成人の日に放送される場合は土曜中継スタッフが担当するが以前は土曜・日曜混合スタッフで行っていた[注 16]。
  - 2010年1月11日放送の中山競馬開催分は12:30-16:35通しの放送で、メインレース（中山11R）のみ独自カメラによるレース中継と長岡による実況であった。また京都競馬の10-12Rも中継をし、レースの映像はJRAの映像を使用した。また福島テレビ（15:00-16:00）、新潟放送（15:20-15:55）にもネットした。
- 7月中旬〜下旬にかけては各局とも高校野球の県予選を中継するため、基本的に『ワイド中継』は放送されない。ただし、高校野球が雨天中止や予備日などで最初から開催予定のない日は通常通り放送される。また、高校野球中継が予定終了時刻よりも早く終了になった場合は飛び乗りで途中から中継されるときもある。その際には各局ともOP・EDが短縮され[注 17]、CMはほぼJRAのみとなる。出演者は司会者、解説者とも交代で夏休みをとる関係で、通常放送時とは異なる場合が多い。なおこの期間内は通常では福島・新潟競馬を開催しているが、両開催分の中継の制作を担当しているテレ玉では高校野球期間中でもパート2は通常通り放送される。またとちぎテレビでは2009年度から地上デジタル放送のサブチャンネルで高校野球期間中もパート1・パート2ともに視聴可能となった。
- 『ハイライト』は高校野球県予選の特番[注 18] や選挙特番などの編成により放送時間が大幅に変更されることがある（おもに日曜日）。特に後者の場合、チバテレビやテレ玉では19:00から放送されることもある。
- プロ野球中継（デーゲーム）がこのワイド中継の時間帯で行われるのは極めて少ない。
  - tvkは2007年4月21日に特別に横浜ベイスターズ対広島東洋カープ戦を放送するため14:00で打ち切って、それ以後は中継をしなかった。
  - チバテレビでは2005年と2006年の一時期『サタデーマリーンズ』が放送されていたが、これはおもにパート1とパート2の間の中断時間帯を利用したものであった。
  - 2010年10月9日はテレ玉のみクライマックスシリーズ・パ第1ステージ第1戦・埼玉西武ライオンズ対千葉ロッテマリーンズを放送する都合上、アナログとデジタル1chは第1部休止、デジタル2ch・3chのみで競馬放送を行った。なおプロ野球放送は16時までの放送で延長しなかったため、第2部はアナログ・デジタル1chを含め放送された。
- 天候不良などの理由により競馬開催が中止となった場合は他の競馬場で開催されているレースを中継するが、それもできない場合は過去に放送した企画などを放送する。
  - 2007年8月18・19日は馬インフルエンザによる競走馬への感染拡大により中央競馬の3場（新潟競馬場・小倉競馬場・札幌競馬場）の開催が中止されたため両日の番組内容が大幅変更となり、日本中央競馬会が2004年に制作した「馬・浪漫紀行」を中心に放送した。なおtvkは地元エリアの競輪重賞レース「小田原競輪開設57周年記念北条早雲杯争奪戦レース」の生中継のため、両日とも第2部の放送は休止となった。
- 競輪・競艇において、全国発売級の重賞（現行は競輪のGP/GI、GIIクラス、競艇のSG、プレミアムGIクラス）が行われる場合には局によって第1部で飛び降り、あるいは第2部を時差放送した場合もあった。
- 2009年9月21日は新潟競馬場でエルムステークスが開催されたため、各局とも15:00-16:00まで放送した。この日開催がなかった中山競馬場のスタジオからの進行で、チバテレビが制作を担当した。なお新潟総合テレビ、北海道文化放送、福島テレビは『NSTみんなのKEIBA』をネットした。
- 台風や雪などで土曜日または日曜日の開催が中止になり月曜日に振り替えになった場合は月曜日に振替放送される場合がある。ただし、放送局側の都合により振替放送がされない場合もある。振替放送の場合はメインレースを中心に原則15:00-16:00の1時間の放送となる。
  - 2010年4月19日放送の福島競馬（17日降雪による代替開催）はtvk（幹事局）・テレ玉の2局での放送。放送時間は15:00-15:55までで、中山競馬場のスタジオから長岡・赤見千尋両キャスターのほか、解説者として星野英治が出演。現地映像はJRA場内と同じものを使用。本来中山競馬場からの放送分はチバテレビ制作であるが、同局では放送せず[注 19] チバテレビ制作クレジット及び提供クレジットもなかった。

## 関東独立局以外での放送
キー局の競馬中継が放送休止となったり代替開催があった場合には、通常のネット局以外でもネットされることがある。
- フジテレビの『みんなのKEIBA』が特番で休止した場合はNNS系列の青森放送・福島中央テレビやJNN系列の青森テレビ・新潟放送で15:00〜15:55[注 20] まで放送される。この4局のOP・EDの“主催読み”は長岡が担当しているが、2006年10月8日の放送（F1日本グランプリ開催日）において、青森放送では綱川和夫アナウンサーが主催読みを担当した。また、この日は福島中央テレビ・新潟放送ではネットされなかった。2003年6月29日（第44回宝塚記念開催日・『FNSの日』当日）の放送は、NNS系列のテレビ岩手でも15:00-16:00まで放送された。なお2008年度からの『FNSの日』当日は新潟放送のみのネットとなっている。
- ANN系列の福島放送では土曜日の放送について普段『ウイニング競馬』をネットしている福島テレビや同局がネットできないときに放送している福島中央テレビが放送できないときに限り、15:00〜16:00まで裏送りで放送される。
- 2003年11月3日[注 21] にはメインレースと最終レースの模様が15時から1時間に渡って、2006年1月23日[注 22] にも同時刻で準メインとメインの2レースの中継がそれぞれ京都放送（KBS京都）とサンテレビ(さらに2003年の場合はメインレースに社杯である福島放送賞が組まれた関係から福島放送)にもネットされた。2008年2月4日[注 23] にも同時刻で準メインとメインの2レースの中継をチバテレビ、テレ玉、新潟放送、京都放送（KBS京都）にネットしたが、発局のtvkは放送せず裏送りし19:00（テレビ埼玉でも24:30）からハイライトを放送した。翌週の2008年2月11日[注 24] は、阿含宗主催「阿含の星祭り」の開催の影響で放送枠や協賛社の都合が付かなかったチバテレビと京都放送（KBS京都）の2局を除いて同様の編成で放送した。
- 『ハイライト』は2002年3月まではウインズ石和が置かれている山梨県内に向けてテレビ山梨（UTY）でもネットされていたほか、2003年から2004年にかけてはBS日テレでも放送していた。

## 出演者
当番組の解説者を務めるのは、日本競馬新聞協会に加盟した競馬新聞に所属するトラックマンである。ただし丹下日出夫は2008年2月19日に『ホースニュース・馬』が休刊したあとも、同年3月30日まで肩書きなしのフリーの評論家として出演した。

### 土曜ワイド中継

#### キャスター
メインキャスター
- 長岡一也（元・ラジオNIKKEIアナウンサー。1987年1月 - 2002年3月、同年4月から実況席を担当。）
- 渡辺和昭（ラジオNIKKEIアナウンサー。2002年4月 − 2010年12月）

アシスタント
- 浜まさみ（1987年1月 - 1991年3月）
- 菊池ひとみ（1991年4月 - 1993年3月）
- 北野あづさ（1993年4月  -2000年3月）
- 宮嶋千佳子（2000年4月 - 2002年3月）
- 高林奈央（2002年4月 - 2003年9月）
- 目黒貴子（2003年10月 - 2010年12月）[注 25]

#### リポーター
- 目黒貴子（2000年4月 - 2003年9月）
- 細江純子（2003年10月 - 2010年12月[注 26]）

#### 解説者
実況席解説
- 松本憲二（競馬ブック、1987年 - 2003年。返し馬解説では『松本のココが見どころ』というタイトルがついていた）
- 星野英治（競馬研究、2003年 - 2010年。主に新馬戦、及び特別レース時には「星野英治の返し馬診断」と題して返し馬の解説もする）

松本が2003年6月14日をもって降板することになったが2003年より番組を不定期的に休みがちとなり、降板直前の4月以降は更に登場回数が減っていた。松本欠席の際の実況席解説は主に柏木や星野が務めていた。そして最後の番組出演となった6月14日も松本から特に降板のあいさつもなく（他のレギュラー出演者は降板時は必ず降板のあいさつを行っていた）、6月21日より星野が実況席解説を担当することとなった。その際に渡辺や長岡から松本降板に対するコメントもなかったため、不可解な形での降板となった。
スタジオ解説
- 柏木集保（日刊競馬、? - 2010年。出演は原則1部のみであるが、重賞競走のレース回顧で2部に登場することもある）

パドック解説
- 吉岡司（ホースニュース・馬、? - 1998年）
- 弥永明郎（ホースニュース・馬[注 27]、吉岡が出演できない場合に代理として出演）
- 宮崎秀一（日刊競馬、パドック解説は1998年 - 2010年。パドック解説では「宮崎秀一の狙い目」という題名がつく。また、2部では『明日の重賞展望』を担当。当初はパドック解説ではなく、後述の『宮崎秀一の注目馬』という単独予想コーナーの担当であった）
- 飯田正美（日刊競馬、宮崎が出演できない場合に代理として出演）

弥永や飯田の代理パドック解説者もスケジュールの都合上やむなく出演できない場合は実況席解説の松本や星野がパドック解説、スタジオ解説の柏木が実況席解説に回るという措置を取っていた。

### 日曜ワイド中継

#### キャスター
メインキャスター
- 小林皓正（元・ラジオNIKKEIアナウンサー。1985年4月 - 2002年3月）
- 長岡一也（2002年よりメインキャスター・実況席兼務。東京・中山でGI開催時は、表彰式の司会の為2部の前半は欠席。このときは宮嶋1人が司会を務める）

アシスタント
- 米倉いづみ（1985年4月 - 1991年3月）
- 麻井貴美子（1991年4月 - 1992年9月。土谷智紀JRA元騎手夫人）
- 宮嶋千佳子（1992年10月 - 2000年3月、2002年4月 - 2010年12月）
- 北野あづさ（アシスタント・実況席兼務、2000年4月 - 2002年3月）

コーナーアシスタント
- 目黒貴子（「目黒貴子のアツアツリポート」担当。不定期出演、2008年3月30日までは日曜リポーター担当）

#### リポーター
- 目黒貴子（2000年4月 - 2008年3月）
- 赤見千尋（2008年4月6日よりレギュラー。2009年9月21日・2010年4月19日・同年9月20日・同11月1日の放送では長岡のアシスタントを担当した）

#### 解説者
実況席解説
- 松沢俊夫（競馬研究、1985年 - 2002年）
- 柏木集保（日刊競馬、2003年 - 2010年）

スタジオ解説
- 柏木集保（日刊競馬、? - 2002年）

柏木が実況席解説を担当することになってからはスタジオ解説の補充は行われず、最終回まで空位であった。
パドック解説
- 松本憲二（競馬ブック、? - 1995年）
- 及川勉（競馬研究、1995年 - 2010年）

単独予想コーナー担当者
- 阿部幸太郎（ホースニュース・馬、「アベコーの穴党専科」担当。1985年 - 2001年）
- 丹下日出夫（ホースニュース・馬、「丹下日出夫の今日の丹券」担当。2002年 - 2008年）
- 池田勇孝（競馬研究、「4人の名探偵今日の狙い馬」担当。2008年 - 2010年）
- 黒津紳一（日刊競馬、「4人の名探偵今日の狙い馬」担当。2008年 - 2010年。2010年3月7日に柏木の代理で実況席解説を務めた）
- 桧原正行（日刊競馬、「4人の名探偵今日の狙い馬」担当。2008年 - 2010年。2010年3月14日に柏木の代理で実況席解説を務めた）
- 吉岡哲哉（競馬ブック、「4人の名探偵今日の狙い馬」担当。2008年 - 2010年）

黒津、桧原、池田、吉岡は当初週代わり交代制でそれぞれ月1回出演であったが2010年は池田の出演が極端に減り、2010年の出演は6月6日 と最終回の12月26日の2回のみとなった（尚、最終回は吉岡とのダブル出演）。そのため2010年の本コーナーでは、黒津・桧原・吉岡のうち1人は月に2回出演した。ただし、池田のメインレースの予想やクラシックレースの注目馬については他の3人同様に番組内で紹介されていた。
ちなみに当番組にレギュラー出演している解説者は「時計班」と呼ばれる調教取材が主体のトラックマンを中心に構成されているが本コーナーに出演している4人のうち黒津、桧原、吉岡の3人は「想定班」と呼ばれる厩舎取材を主体とするトラックマンを中心に構成されているのが特徴的である（池田は編集業務）。
最終回の2010年12月26日放送分にて、当番組を草創期から長い間にわたり支えてきた功労者として小林、松本、松沢がコメントを寄せた。

### 土曜ハイライト

#### 司会
- 小林皓正（元・ラジオNIKKEIアナウンサー、1984年 - 2001年）
- 白川次郎（元・ラジオNIKKEIアナウンサー　スポーツコメンテーター、2001年 - 2010年）

1時間の拡大版で放送する場合は、上記司会者の他に後半のメインレース展望より日曜ワイド中継の女性アシスタントも出演していた。

#### 解説者
参考レース解説
- 阿部幸太郎（ホースニュース・馬、? - 2000年）
- 飯田正美（日刊競馬、2002年 - 2010年）

調教解説
- 松沢俊夫（競馬研究、1984年 - 2000年）
- 星野英治（同上、2001年 - 2010年）

以下のホースニュース・馬のトラックマンも当番組に出演実績があるが、担当や詳細期間は不明。
- ヒロ高島[7]
- 沖田雅輝[7]

原則、当番組では参考レース解説と調教解説で2名のトラックマンが出演していたが2001年のみ星野の単独解説で星野が参考レース・調教の両方の解説を行っていた。また、松沢・阿部のダブル解説時代には上述のように特にGIの中でも大一番のレース前日の1時間拡大版では、日曜ハイライト解説者の松本や柏木もゲスト解説として登場することがあった。

### 日曜ハイライト

#### 司会
- 小林皓正（1984年 - 1986年）
- 長岡一也（1987年 - 2010年）

#### 解説者
東京・福島開催
- 柏木集保（日刊競馬、?～2010年）

中山・新潟開催
- 松本憲二（競馬ブック、1987年～2003年）
- 星野英治（競馬研究、2003年～2010年）

『ハイライト』に関しては長年、土曜は司会：小林、解説：松沢・阿部、日曜は司会：長岡、解説：松本（中山および新潟）・柏木（東京および福島）の体制であった。この体制はちょうど『ワイド中継』の体制と逆になっている。つまり土曜ハイライトは日曜ワイド中継のレギュラー陣であり、日曜ハイライトは土曜ワイド中継のレギュラー陣であり、昼と夜の放送で体制が交互となっていた。ちなみに解説者の所属も土曜は競馬研究とホースニュース・馬、日曜は競馬ブックと日刊競馬とこちらも交互となっていた。

### 当番組終了後のレギュラー出演者に関する特記事項
当番組終了時のレギュラー出演者の動向は下記の通りとなる。
- LIVE & REPORT 中央競馬中継に移行→長岡一也、柏木集保、飯田正美、及川勉（長岡、飯田は更に左記番組の後継『金曜競馬CLUB』にも出演）
- BSイレブン競馬中継に移行→星野英治、細江純子、吉岡哲哉、宮崎秀一（夏の新潟開催のみ）
- うまナビ!イレブンに移行→吉岡哲哉、黒津紳一、星野英治
- 競馬展望プラスに移行→長岡一也、柏木集保（関東版）、赤見千尋（関西版）

### ゲスト
『みんなのKEIBA』や『ウイニング競馬』と異なり、当番組にゲストが出演するのは大変まれなことである。芸能人ゲストは当然のことながら、競馬関係者のゲスト出演についてもほとんどない。
競馬関係者
- 北野ミヤ（当時メジロ牧場オーナー）
- 南井克巳（第98回天皇賞をタマモクロスで制した直後に出演）
- 中野栄治（第54回東京優駿をアイネスフウジンで制した直後に出演）
- 瀬戸口勉（第35回有馬記念を管理馬オグリキャップが制した直後に出演）[8]
- 松永幹夫（第52回オークスをイソノルーブルで制した直後に出演）
- 角田晃一（第68回東京優駿をジャングルポケットで制した後のハイライトに出演）
- ミルコ・デムーロ（第70回東京優駿をネオユニヴァースで制した直後に出演）
- 佐々木竹見（騎手引退直後に出演）
- 岡部幸雄（引退式当日に出演）
- 菅原勲（フェブラリーステークス当日に出演）
- 有吉正徳（スズパレード引退式前日に出演）

競馬ファンの有名人
- 加藤みどり（ハイライト第1回）[5]
- 渡辺明（棋士、2005年[9]・2009年[10]）
- 森田健作（当時・千葉県知事）

## タイトル
- ワイド中継

初期のころは当時の競馬場のスタートゲートで発馬を待つ競走馬をズームで写しながら、紙焼きテロップで「中央競馬ワイド中継」という字幕を出していた。後期は第1部は過去のレース映像、第2部は生中継を行う関東主場の生中継の映像を使っていた。エンディングは生中継の映像、または日曜日の場合重賞競走のゴール前の映像。そこにアナウンサー（各局出し）による「主催はJRA日本中央競馬会です」（局によりJRA以外の番組スポンサー紹介あり）なお制作著作・制作協力のクレジット（開催ごとに変わる）は第2部の終わりに出演者・スタッフ共々表示された。
- ハイライト

初期不明。
中期は宇宙空間をイメージしたグラフィックにかぶせる形で、実写の競馬場の映像（しゃ眼帯をつける馬、スターティングゲート、ハロン棒、競走馬のスタートゲートへの移動、トレーニングセンターでの調教、あと一つは内容不明）と、競馬場のレースコースをイメージした絵が描かれ、最初は実写映像をサイコロ状にしたものを回転させる。その後コースをイメージした絵が起き上がり、実写映像のサイコロが障害のタスキコースの中に消えていきながらタイトルを表示。その後モザイク加工しながら実際のレース映像（東京競馬場）が映し出される。
末期はスタートゲートをイメージしたグラフィックから過去のレース映像がいくつもの分割で登場し、それぞれの枠色ごとの流線型のグラフィックが画面右から左へ。グラフィックにはアナログとデジタルのストップウォッチをイメージした画像が出てくる。最後に競走馬をイメージしたグラフィック。エンディングはゴール前の直線の映像からズームダウンして過去のレース映像がいくつもの分割で登場。そして競走馬の親子をイメージしたグラフィックが出て芝生をイメージした緑のラインが現れ、レース映像をトンネルのように通る競走馬が夕日に向かうというものであった。なお中継とは異なり、オープニングでの主催クレジットはなくエンディングの画面下に制作著作及び制作協力のクレジット（開催ごとに変わる）が表示されていた。

## 制作
- 企画制作：マイプラン
- 中継技術：コスモスペース
- 中継技術・制作技術：テレテック
- 制作協力：JRA日本中央競馬会
- 制作：関東独立UHF各局（テレビ神奈川、千葉テレビ放送、テレビ埼玉）※開催毎に持ち回りでテロップされ、TOKYO MXは制作に加わっていない。

## おもなコーナー

### 土曜日
- 先週の新馬戦（全レースの全国発売が始まる前にあったコーナーであり、前週に関西、および第3場で行われた新馬戦のVTRを放映していた）
- 週間ターフニュース
- 地方競馬ニュース（長岡が進行、当該週に交流競走があった場合のみ）
- 宮崎秀一の注目馬（「明日の重賞展望」の前身にあたる。土曜ワイド中継第1部のラストのコーナーに位置されており、宮崎が翌日のメインレースを含めた3レースの予想と見解を述べた。宮崎がパドック解説担当になりコーナー名が「明日の重賞展望」になってからは担当が松本に変更されたが、松本のレギュラー降板に伴いコーナー名は当時とは異なるものの宮崎が事実上担当に復帰する形となった。また当コーナーを放送していたころは土曜ワイド中継では「注目馬」というのが中継のキーワードになっており宮崎以外の松本、柏木、吉岡の3人についてはパート1のオープニングで当日開催のレースの中で自信のある本命馬を「今日の注目馬」としてそれぞれ1頭ずつ挙げていた）
- 明日の重賞展望（解説：宮崎、2003年6月14日以前は松本が担当していた）
- サクッと最終3連単（旧・サクッと最終穴馬券。最終レースを対象にした予想コーナーだが、視聴者から送られてきた予想を司会者がセレクトするのが特徴だった。第2部のOPで(冬時間の時は第1部のED前)にコーナーが始まり、結果は第2部のED前に発表されていた。夏の新潟開催時は休み。ただし最終年の2010年は休み期間が短縮され新潟夏の後半4週も実施）
- 星野英治の新馬戦総括（以前は松本が担当していた）
- 新種牡馬レビュー（西暦）（解説：山野浩一、進行は長岡。期間限定。山野の出演については、VTR形式もしくはスタジオに生出演と年によって形式が異なる）
- メインレース展望（原則として関東メインは柏木と宮崎、関西メインは柏木と星野であるが、重賞が関西メインのみで関東メインが非重賞の場合はこれが逆転する。また、関西メインが非重賞の場合は展望そのものがない[注 29]）
- メインレース振り返り（解説：柏木、不定期[注 30]）

土曜ハイライト
- レース結果（関東主場のレースから順にレース結果と配当のみ）
- メインレース展望（解説：星野、飯田）

### 日曜日
以下の3コーナーは日曜ワイド中継第1部のちょうど中盤の時間帯に位置されていることや男性キャスターが出演しないというコーナー形式も一貫して継承している。また阿部・丹下が担当していたことからもわかるように、「ホースニュース・馬」の予想家が長年担当していた単独予想コーナーであった。
- アベコーの穴党専科（解説：阿部、阿部が当日のメインレースを中心に3レースの予想と見解を述べた。このことから、土曜の「宮崎秀一の注目馬」と対をなすコーナーでもあった。日曜ワイド中継女性キャスターを北野が担当していたときは阿部、北野とさらに当時の日曜リポーターであった目黒の3人で進行しており、コーナーが始まる直前のCM前にはこの3人でショートコントのような掛け合いをしていた。また、第2部のエンディングでは毎週阿部と目黒が競馬場内のどこかの場所から当コーナーの予想結果を振り返った。なお、「今日の丹券」以降のコーナーでは予想結果は翌週のコーナー冒頭で振り返るようになっている。阿部の「ホースニュース・馬」退社と同時に当番組のレギュラーを降板し、コーナーも終了した）
- 丹下日出夫の今日の丹券（「アベコーの穴党専科」の後継として始まった。ただし前コーナーとは異なり予想レースは基本的に東西メインレースの2レースであり、たまに丹下が東西のメインレース以外で予想に自信のあるレースがあった場合のみ1レース追加で予想するコーナー形式であった。この予想形式は「4人の名探偵今日の狙い馬」でもそのまま継承された。クラシックレースのシーズンが近づくと丹下がクラシック注目馬ランキングを毎週番付にして紹介していたが、これについても「4人の名探偵今日の狙い馬」に引き継がれていた。なお丹下がレギュラー解説者に加入する以前はクラシック有力馬ランキングの紹介は柏木が担当しており、にコーナーの一部ではなく単独のコーナーとなっていた）
- 4人の名探偵今日の狙い馬!（探偵：池田、黒津、桧原、吉岡の4人の中から毎回1名がスタジオ出演。探偵担当と女性キャスターの2名で進行。コーナー形式は『今日の丹券』に近いが、上記2コーナーの違いは予想家を毎週固定せず、週替わりで4人の予想家が登場する。メインレースの予想に関しては出演しない他の3人の予想も含め、4人全員の予想が公開される。ただし、最終回のみ探偵担当として吉岡・池田の2名が出演した）
- 血統むかし話（小林が担当）
- 目黒貴子のアツアツリポート
- 赤見千尋のメイクデビューリポート
- 次開催の新馬紹介（解説：及川）
- GI一週前有力馬調教（解説：及川）
- GIレースの有力馬関係者インタビュー（CM前。当日に該当レースがある場合のみ）
- 柏木集保のザ・MVP（2009年3月22日からの新コーナー。「柏木集保の月刊MVP賞」からのリニューアル）
- とねっ仔物語（西暦）（期間限定）
- 毎年オークス、およびエリザベス女王杯開催日の中継では、宮嶋・目黒・赤見の女性キャスター3名による予想コーナーがある。[注 31]
- メインレース展望（解説：柏木、及川[注 32]）
- メインレース振り返り（解説：柏木[注 33]）
- 正式なコーナー名はないが、かつては日曜ワイド中継第2部のエンディングで翌週の重賞出走予定馬の一覧を見ながら柏木が翌週の展望を一言触れていた。柏木が実況席解説を担当することになってからは翌週の重賞展望はなくなり出走予定馬の一覧を出すだけになった。

日曜ハイライト
- レース結果（関東主場のレースを最優先にして流れるがGIレースがあった場合はGIレース、次いでGIレースが行われた競馬場の結果から最初に流す）
- メインレース回顧（東京・福島開催：柏木、中山・新潟開催：星野）

### 不定期
- Glory Road - 前年のGI競走を路線別にまとめて振り返るコーナー

## レース実況
実況音源はラジオNIKKEIと同一のものであるが、レース前後のアナウンス（出走馬の枠入りの状況など）は極力使用されない。
特別編成により15時台に放送される場合、東日本主場のメインレース実況についてはラジオNIKKEIの音声を使用せずに日曜中継司会の長岡が実況した。2006年からは薄暮競走として目黒記念が、また2009年からは土曜日のパート1が15:00までの放送となったことで東日本主場の障害重賞競走（J・GII、J・GIII）が放送時間内に行われるようになったがこれらの実況も長岡が担当した。

## 使用曲
番組タイトル曲、番組エンディングテーマ
- 1999年〜2009年 - 宮崎道作曲[11]
- 2009年〜2010年 - Jirafa作曲[12]

### オープニング
ハイライト
- SWEET MAGIC（MALTA）
- Away From Home（T-SQUARE）

### 結果
- AFTERNOON（松原正樹）

### オッズ
- Sweet Vison（カシオペア）

### パドック
- メッセンジャー（カシオペア）

### エンディングテーマ
- Victory 〜戦う勇者たちへ〜（益子直美）
- がんばれ!（椎名恵）
- 私の青い鳥（夜総会バンド）
- paradise（BAJI-R）※左記の曲が番組視聴者からのリクエストで最も人気のあった曲であったと最終回で伝えられた。
- Heven（Roxy☆Pink） - 2003年4月-2005年3月
- キミノカケラ（LADYBUG） - 2005年4月-2008年12月
- 喝采〜この道の先に（松本英子） - 中山競馬場イメージソング。2005年12月のみ
- FIRE!!（5050） - 2009年1月-2010年12月

## コマーシャル
JRA及び番組スポンサー のコマーシャルのほか、通常放送時は各解説者が所属する競馬新聞のコマーシャルが流れる。1990年代にはホースニュース・馬のコマーシャルは当番組だけでなくフジテレビの『スーパー競馬』でも放映され競馬ブックのコマーシャルは『スーパー競馬』とテレビ東京の『土曜競馬中継』でも放映されていたが、2000年代以降は競馬エイト含めフジテレビ・テレビ東京の競馬中継において競馬新聞のコマーシャルは放映されなくなり2010年現在ではこれら競馬新聞のコマーシャルを関東地上波テレビ中継で視聴できるのは当番組のみである。2009年ころよりtvkでは、地元の川崎競馬開催週は川崎競馬場のCMが流されるようになった。同競馬場の直轄場外勝馬投票券発売所ジョイホース横浜のCMも流される。チバテレビでは地元の船橋競馬場のCMが1年を通じ流されていた。

## テロップ・フリップ・ワイプ
- 1998年まで手書きのフリップボードを随所に使用していた[5]。
- ハイビジョン化以前は、解説者の予想テロップが表示される際に土曜の解説者は柏木を除いて「○○の印」、日曜の解説者は「○○の見解」として印上位3頭が表示されていた。ハイビジョン化以降も印上位3頭の表示はそのまま原則解説者の予想テロップは土日関係なく「○○の印」で統一されたが、柏木のみ「柏木の見解」となった。予想テロップの色は柏木が青、パドック解説者の宮崎と及川は紫、星野と日曜日の準レギュラー4人は緑となっている。
- メインレース展望の際、土曜日のワイド中継では通常の予想テロップで表示されるが日曜日のワイド中継では「柏木集保の推奨馬」「及川勉の推奨馬」という特別の画面が使用され印上位3頭の下部に本命馬の馬連、馬単の組み合わせが表示される。また日曜日のワイド中継の「4人の名探偵今日の狙い馬」のメインレース展望では最初にその週に担当する探偵の印上位4頭まで表示され、その後4人の探偵の印すべてが馬柱とともに紹介される（この表示は原則関東のメインレース展望時、および東西問わずGIレース展望時。関西、および第3場のメインレース展望時は通常予想テロップで表示され、ほかの3人の予想は表示されない）。土曜日のハイライトのメインレース展望では飯田、星野の順で最初にそれぞれの本命馬と本命にした根拠を表示し、その後印上位6頭が表示される。
- 2005年度から実施される薄暮レースの場合は提供クレジット終了の挿入位置が変更となり、出演・スタッフのテロップが終わった後に「中央競馬ワイド中継 終」と表示される。第1部の放送終了時の主催読みの後、tvkでは第2部の放送案内のテロップに「本日は薄暮競馬中継のため、放送時間を延長してお送りします。」というテロップが追加される。また土曜日の薄暮中継でtvkが16:55で飛び降りする場合は、渡辺の「tvkをご覧の皆様とはこの辺で失礼いたします」のコメントと同時に画面の右下に「中央競馬ワイド中継 終」というテロップが表示される。2007年9月1日の放送では薄暮開催の小倉競馬の最終12レースの発走が遅れたため、tvkではレースのゴール寸前で中継が終了する事態が発生した。
- 2007年10月より、チバテレビの主催表示のJRAのマークとロゴがカラー表示になった。
- 審議や僅差が発生した場合などレース終了後、結果がすぐに出ない場合はパドック中継中に画面右上のワイプ画面で着順掲示板が映し出された。

## 備考
年内最後の放送ではパート2終了の際にその年に起きた主な出来事を映像で振り返り、最後にその日のメインレースの有馬記念のゴール前リプレイの映像（実況は長岡キャスター）が流される。BGMは通常のエンディングテーマとは異なる。
- 2007年 - スキマスイッチ『奏』
- 2008年 - レミオロメン『もっと遠くへ』
- 2009年 - いきものがかり『心の花を咲かせよう』
- 2010年 - いきものがかり『ありがとう』[注 35]

2006年は有馬記念の後にディープインパクトの引退式があったため、「ディープインパクトメモリアル」が流された。最後にディープインパクトの引退レースとなった第51回有馬記念の映像が流された。
2010年12月25日（土曜日最後の放送）では最後の提供読みの間、この日が最後の出演で翌26日のワイド中継には出演しない渡辺・目黒・星野・宮崎がエンディングで司会席に整列して手を振った。その後、細江とワイド中継終了を惜しむ沢山のファンの姿が映し出され番組が終了した。
翌日の最終回は長岡・宮嶋以外の出演者もウイナーズサークル前に集まり最後の挨拶を行い、恒例の2010年回顧 → 第55回有馬記念のゴール前の映像をバックに「25年間ご支援頂きありがとうございました」とスタッフからの感謝のコメントを字幕表示して大団円となった。パドック前にはワイド中継終了を惜しみ、また番組の長年にわたる功績をたたえる垂れ幕・横断幕をカメラに向かって見せたファンもいた。
東京競馬場からの中継時のパドック解説においてパドック解説者はパドック席から解説をしていたが、東京競馬場が現在の新スタンドに改修される以前は当番組には中継用のパドック席が割り当てられずパドック解説者はMC席からパドック解説を行っていた。

## 関連商品
中央競馬GIレース年鑑（西暦）シリーズ
1991年より制作。日本ビクター制作、フキュウカイ発売。2003年まではVHSビデオテープだったが、2004年からDVDソフトに形態を変更。関東のレースに関しては当番組独自で映像を制作し実況は長岡が担当、また関西についてはKBS京都の『KEIBAワンダーランド』の映像・音源を使用している。